# Žďárské vrchy

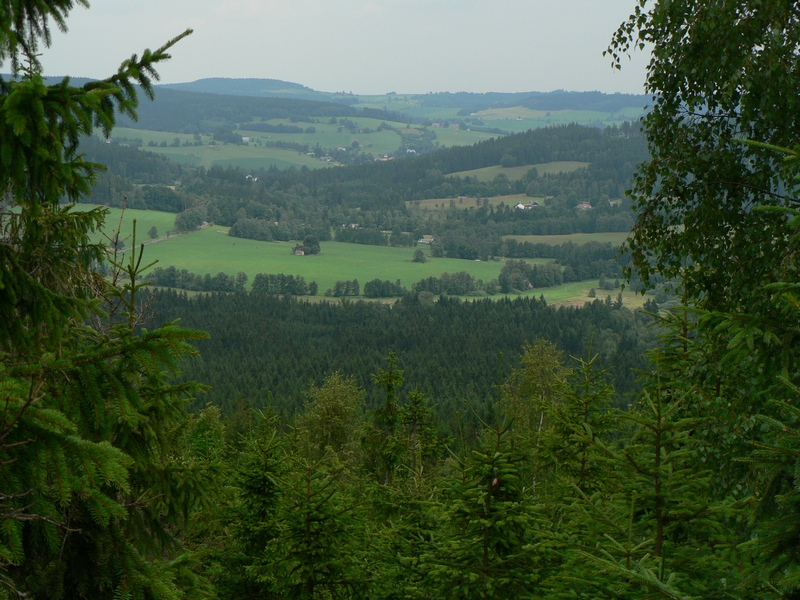
Žďárské vrchy, Zentralregion

Žďárské vrchy (/ˈʒɟaːrskɛː ˈvr̩xi/, deutsch Saarer Berge) sind ein Gebirge nördlich der Stadt Žďár nad Sázavou in Tschechien. 60 % der Fläche sind bewaldet.
Durch das Gebiet verläuft die europäische Wasserscheide Elbe–Donau. In dem Gebirge entspringen bei Cikháj die zum Flusssystem der Donau gehörige Svratka und die zum Einzugsgebiet der Elbe zählenden Flüsse Chrudimka und Sázava. Die Quellen der Bystřice und Nedvědička liegen ebenfalls in den Žďárské vrchy.

## Überblick
Geomorphologisch gehört das Gebirge zum Hornosvratecká vrchovina (deutsch: Bergland der Oberen Swratka) in der Böhmisch-Mährischen Höhe.
Das Gebirge besteht aus Graniten, Migmatiten und Orthogneisen von vorwiegend paläozoischem Alter. Kleine zwischenliegende kreidezeitliche Sedimente treten marginal im Osten der Region auf. In der Zeit des Pleistozän vollzog sich infolge der klimatischen Bedingungen eine verschärfte Erosion, bei der die Granitoberfläche deutlich verwitterte und zergliederte. Als Folge entstand an manchen Stellen ein Steinmeer. Einige exponierte Plätze widerstanden diesen Bedingungen und es bildeten sich unterschiedliche Felsformationen heraus, wie zum Beispiel Čtyři palice, Dráteníčky, Zkamenělý zámek oder der höchste Berg der Žďárské vrchy Devět skal (836 m n.m., deutsch: Neunfelsen). Hier handelt es sich um eine Gruppe von neun Felsen, die eine kleine Felsenstadt bilden. Die Kuppel wurde für den Tourismus erschlossen und diente als Aussichtspunkt. Inzwischen nehmen jedoch viele Bäume die Sicht.
Bereits im frühen Mittelalter führten wichtige Handelswege durch die Gegend. Die höher gelegenen Gebiete wurden aber erst im 13. Jahrhundert besiedelt. Im 14. Jahrhundert begann man Silber abzubauen, was eine weitere Besiedlung durch Tschechen und Deutsche nach sich zog. Die Silberförderung wurde im 18. Jahrhundert wieder eingestellt. Der Boden eignet sich nur zum Anbau von anspruchslosen Pflanzen und Gemüse (Kartoffeln). Die Landwirtschaft konzentriert sich vor allem auf die Viehzucht. Nach der Schneebruchkatastrophe vom Oktober 1930 wurden in den Wäldern drei Waldeisenbahnstrecken angelegt, die nach der Bergung des Holzes ab 1935 wieder stillgelegt wurde.
Heute noch findet man am Ufer der Sázava viele Eisenhämmer und  Schmieden. Die Werkzeuge wurden durch Wasser angetrieben.